# ناصر تقوایی
ناصر تقوایی (زادهٔ ۲۲ تیرِ ۱۳۲۰) فیلم‌ساز، عکّاس و نویسندهٔ ایرانی است. تقوایی یکی از پیشگامان جنبشی در سینمای ایران به‌شمار می‌رود که برخی مورّخان بعدتر آن را موج نوی سینمای ایران نامیدند. او فیلم‌سازی مؤلف توصیف شده است.
تقوایی پیش از آغاز کار در سینما، جذب تلویزیون شد و با ساخت سریال تلویزیونی مورد توجه قرار گرفت. او سریال تلویزیونی معروف دایی جان ناپلئون (۱۳۵۵) را ساخت که مورد استقبال چشمگیر مخاطبان قرار گرفت و او را به عنوان فیلمسازی موفق در فضای روشنفکری و همچنین در میان عامه مردم تثبیت کرد. تقوایی در سال ۱۹۸۸ جایزه پلنگ برنزی جشنواره فیلم لوکارنو را برای فیلم ناخدا خورشید (۱۳۶۵) به دست آورد. تقوایی پس از انقلاب ۱۳۵۷ کم‌کار تر شد و می‌گوید: «تا وقتی که سانسور این‌گونه عمل می‌کند، کار نمی‌کنم، فیلمی نمی‌سازم و کتابی چاپ نمی‌کنم».

## زندگی
ناصر تقوایی در ۲۲ تیر ۱۳۲۰ در آبادان به دنیا آمد. همسرش مرضیه وفامهر تأکید می‌کند که زادروز تقوایی ۲۱ تیر است. پدرش، علی، کارمند اداره گمرک بود و به همین رو او ناگزیر بود تا همراه پدر به بندر لنگه سفر کند. ناصر تقوایی از همان سال‌های نوجوانی به سینما و ادبیات علاقه‌مند شد. وی دانش‌آموخته دبیرستان رازی آبادان است.
تقوایی در ۱۳۴۶ با شهرنوش پارسی‌پور ازدواج کرد و در ۱۳۵۲ از او جدا شد. او و پارسی‌پور صاحب یک فرزند شدند. او بعدها با شهین‌دخت بهزادی و مرضیه وفامهر ازدواج کرد.

## حرفه
در کارنامهٔ فیلم‌سازیِ تقوایی ۶ فیلم بلند و یک اپیزود به نام «کشتی یونانی» از فیلم بلند قصه‌های کیش (۱۳۷۷) دیده می‌شود که سه تای آن را پیش از انقلاب و سه تا را پس از انقلاب ساخته است. تقوایی سازنده سریال محبوب دایی جان ناپلئون برگرفته از نوشته‌ای به همین نام از ایرج پزشکزاد است. او پیش از ساخت فیلم داستانی، مستندساز بوده است. از جمله تاکسی‌متر که در سال ۱۳۴۶ برای تلویزیون ساخته شد نخستین فعالیت او در عرصه فیلمسازی محسوب می‌شود. مستندهایی چون مشهد قالی، فروغ فرّخزاد ۱۳ دی ۱۳۱۳ - ۲۴ بهمن ۱۳۴۵، اربعین، و باد جن مهم‌ترین مستندهای تقوایی هستند. او پس از انقلاب نیز مستند تمرین آخر (۱۳۸۳) را با موضوع تعزیه ساخت. تقوایی فیلم کوتاه تحسین‌شده رهایی (۱۳۵۰) را هم در کارنامه دارد. این فیلم در شانزده جشنواره مهم جهانی از جمله شیر طلای ونیز، بهترین فیلم سانفرانسیسکو و جیفونی جایزه گرفت. تقوایی در سال ۱۳۴۴ در سال قبل از آنکه خودش پشت دوربین یک فیلم کوتاه مستند بایستد جزو کارکنان فنی فیلم خشت و آیینه ساخته ابراهیم گلستان بود و زیروبم فیلمسازی را همان‌جا آموخت.
آرامش در حضور دیگران (۱۳۴۷) براساس نوشته غلامحسین ساعدی از مجموعه داستان «واهمه‌های بی‌نام و نشان»، داستان یک سرهنگ بازنشسته و روابط او با دخترانش را روایت می‌کند که البته توقیف هم شد. در این فیلم شاعران سرشناسی چون محمدعلی سپانلو و منوچهر آتشی در نقش خودشان بازی کردند. این فیلم برندهٔ جایزهٔ شیر نقرهٔ ونیز شد.
صادق کرده (۱۳۵۱) نوشته خود تقوایی بود که سعید راد، محمدعلی کشاورز و عزت‌الله انتظامی در آن بازی می‌کردند. این تنها فیلمی است که تقوایی در آن از فلاش‌بک استفاده کرده که اتفاقاً فرم مورد علاقه‌اش هم نیست. نفرین (۱۳۵۲) نوشته تقوایی براساس داستان نه چندان برجسته «باتلاق» نوشته میکا والتاری ساخته شد. بهروز وثوقی، جمشید مشایخی و فخری خوروش در فیلم بازی کردند و فیلم گرچه با اقبال عمومی مواجه نشد اما فیلم مورد علاقه تقوایی و منتقدان است.
تیر ۱۳۵۲ تقوایی همراهِ عزت‌الله انتظامی، داریوش مهرجویی، علی نصیریان، هژیر داریوش، منوچهر انور، اسفندیار منفردزاده، علی حاتمی، مسعود کیمیایی، بهرام بیضایی، هوشنگ بهارلو، بهروز وثوقی، زکریا هاشمی، پرویز صیاد و نعمت حقیقی از سندیکای هنرمندانِ فیلمِ ایرانی استعفا داد؛ و این گروه کانونِ سینماگرانِ پیشرو را تشکیل داد.
ناخدا خورشید (۱۳۶۵) که اقتباسی از «داشتن و نداشتن» ارنست همینگوی است به گمان بسیاری برترین اقتباس سینمایی سینمای ایران محسوب می‌شود و بی‌تردید تسلط شگرف تقوایی بر ادبیات و البته اقتباس، کارگردانی استادانه در کنار بازی‌های درخشان از امتیازات فیلم به حساب می‌آید. این فیلم جایزه یوزپلنگ برنز جشنواره مهم لوکارنو را هم گرفت.
ای ایران (۱۳۶۸) نوشته تقوایی با درونمایه هویت ملی و با بازی اکبر عبدی، حسین سرشار و غلامحسین نقشینه، موسیقی ناصر چشم‌آذر و فیلمبرداری محمود کلاری در لوکیشن ماسوله ساخته شد. فیلم به دلایلی از بخش مسابقه جشنواره فجر کنار گذاشته شد.
کاغذ بی‌خط (۱۳۸۰) نوشته تقوایی و مینو فرشچی آخرین فیلم تقوایی تا به امروز است. گرچه فیلم به گمان برخی، قوت فیلم‌های دیگر تقوایی را ندارد ولی همچنان استادانه و دقیق کارگردانی شده. آنچه تقوایی را به عنوان یک استثنا در سینما مطرح می‌کند تنها کیفیت بالای آثارش نیست، بلکه انبوه کارهای ناتمامی است که در کارنامه دارد. مطمئناً مقصر تمام این «ناتمام‌ها» کمال‌گرایی و تیزبینی اجتماعی تقوایی نیست و در برخی از موارد شرایط و وقایع مختلف حکومتی نیز سهیم بوده‌اند.
همچنین تقوایی سه سال عمرش را صرف نگارش و پیش تولید مجموعه تلویزیونی کوچک جنگلی کرد. در سال ۱۳۶۴ پس از چند ماه فیلمبرداری؛ ادامه ضبط سریال به درخواست مدیر وقت گروه فیلم و سریال شبکه اول سیما ( بهروز افخمی) با عنوان عدم راندمان مناسب و تخطی از چارچوب زمانی تولید متوقف شد. افخمی خودش عهده دار کارگردانی سریال با حضور بازیگران و عوامل جدید شد. در سال ۱۴۰۱ مجموعهٔ سه‌جلدی کوچک جنگلی که تقوایی بیش از چهار دهه پیش نوشتن آن را به پایان رساند، از سوی نشر مس با مقدمهٔ حمید دبّاشی منتشر شد، اما با همزمانی با اعتراضات سراسری ۱۴۰۱ پخش گستردهٔ آن به تأخیر افتاد.
گفتنی است بعدها دو فیلم سینمایی تقوایی نیز مشمول توقف در میانه فیلمبرداری گردید. رومی و زنگی در سال ۱۳۸۱ و چای تلخ در سال ۱۳۸۳. این دو فیلم نیز همانند سریال مذکور، نیمه کاره ماند و برای همیشه به بایگانی سپرده شدند.

## سبک
من فقط یک سینماگر در حد جهانی در ایران می‌شناسم و او هم ناصر تقوایی است.

منوچهر آتشی
تقوایی از معدود سینماگران ایرانی است که ادبیات را خوب می‌شناسد و به گفته خودش عاشق ادبیات است. او یک مجموعه داستان به نام تابستان همان سال منتشر کرده که مشتمل بر هشت داستان به هم پیوسته است. این مجموعه داستان که از جمله آثار شاخص ادبیات معاصر است توقیف شد. ناصر تقوایی مدتی هم سردبیر مجله ادبی هنر و ادبیات جنوب بود. شاید همین نکته باعث شده تقوایی در آثارش بیشتر از همه سینماگران ایرانی به اقتباس ادبی توجه نشان دهد.
تقوایی با فیلم‌سازان دیگری مانند بهرام بیضایی، مسعود کیمیایی، داریوش مهرجویی، علی حاتمی، سهراب شهید ثالث، پرویز کیمیاوی و امیر نادری از پیشگامان جنبشی در سینمای ایران به‌شمار می‌رود که برخی مورّخان بعدتر آن را موج نوی سینمای ایران نامیدند. او فیلم‌سازی مؤلف توصیف شده است.

## کارنامه

### نوشته‌ها
- تابستان همانسال[۱۱] (هشت داستان پیوسته)
- به روایت ناصر تقوایی (گفتگو)
- چای تلخ (فیلم‌نامه)
- کاغذ بی‌خط (فیلم‌نامه)
- انسان کامل
- کوچک جنگلی
- ناخدا خورشید (فیلم‌نامه)

مقداری از گفته‌های شفاهی تقوایی در کتاب گفتارهای سینمایی (۱۳۹۸) فخرالدین انوار آمده است.

### کارهای نافرجام
کسانی مثل بیضایی و تقوایی فیلم‌های سنگین می‌سازند و سخت می‌سازند. بنا بر این تهیه‌کننده هم به سختی به سمت آنها می‌رود. . . .

ابراهیم حاتمی‌کیا، پاییزِ ۱۳۹۵
او در کارنامه خود چندین کار سینمایی و تلویزیونی ناتمام دارد. مجموعه تلویزیونی داستان‌سرایان (۱۳۵۷) که به زندگی و آثار نویسندگان نام‌آور ادبیات معاصر می‌پرداخت از آن جمله است. او پیش از انقلاب قرار بود شوهر آهو خانم نوشته علی‌محمّد افغانی را هم بسازد که نشد. او پس از انقلاب پروژه عظیم کوچک جنگلی نوشته خودش را در سال ۱۳۶۲ نیمه‌کاره گذاشت و دو پروژه مشهور زنگی و رومی (۱۳۸۱) و چای تلخ (۱۳۸۲) نیز ناتمام رها شدند. تقوایی در دی ۱۳۸۲ فیلم جنگی چای تلخ را کلید زد. اما به دلایل مالی، سانسور و عدم حمایت مراکز دولتی نیمه‌کاره ماند.

## جایزه‌ها

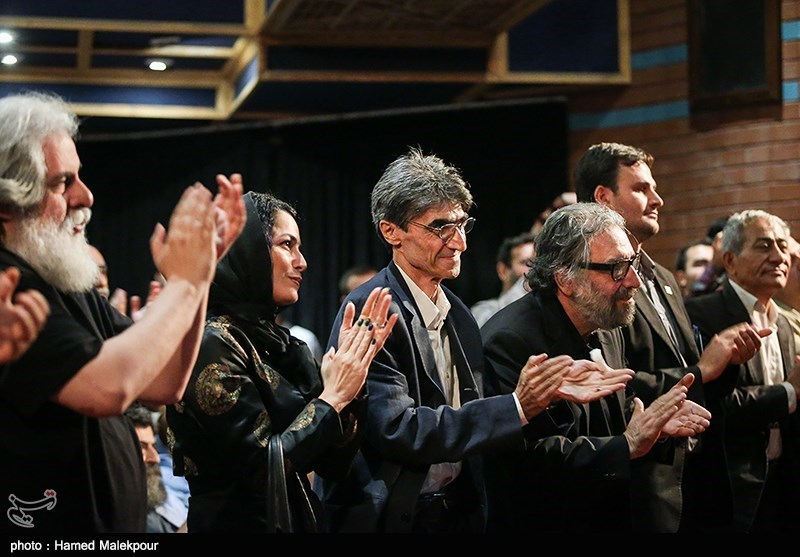
تقوایی در جشن بزرگداشت خودش در خانه هنرمندان ایران، همراهِ مرضیه وفامهر و مسعود کیمیایی

- نشان فیروزه هفتمین دوره سینما حقیقت به پاس یک عمر فعالیت هنری ۱۳۹۲
- نامزد نخل طلایی جشنواره فیلم کن برای فیلم قصه‌های کیش ۱۹۹۹
- برنده جایزهٔ پلنگ برنزی جشنواره فیلم لوکارنو برای فیلم ناخدا خورشید ۱۹۸۸
- نامزد جایزهٔ پلنگ طلایی جشنواره فیلم لوکارنو برای فیلم ناخدا خورشید ۱۹۸۸
- نامزد سیمرغ بلورین بهترین کارگردانی از پنجمین جشنواره فیلم فجر برای فیلم ناخدا خورشید ۱۳۶۵
- برندهٔ جایزهٔ تندیس طلایی جشنواره بین‌المللی فیلم سانفرانسیسکو برای فیلم کوتاه رهایی ۱۹۷۲
- برندهٔ جایزهٔ بهترین فیلم کوتاه جشنواره بین‌المللی فیلم‌های کودکان و نوجوانان برای فیلم کوتاه رهایی ۱۹۷۲
- برندهٔ جایزهٔ شیر طلایی جشنواره بین‌المللی فیلم ونیز برای فیلم کوتاه رهایی ۱۹۷۲
- برندهٔ جایزهٔ شیر نقره جشنواره بین‌المللی فیلم ونیز برای فیلم سینمایی آرامش در حضور دیگران ۱۹۷۲
- نشان نقرهٔ ششمین دوره جشنواره سینمایی سپاس تهران برای فیلم نفرین ۱۳۵۲
- نشان برنز پنجمین دوره جشنواره سینمایی سپاس تهران برای فیلم صادق کرده ۱۳۵۱

## فضاسازی و شخصیت‌پردازی در آثار تقوایی

### آرامش در حضور دیگران
تقوایی در آرامش در حضور دیگران با پشتوانه‌ای از نویسندگی و ادبیات داستانی توانسته است فضای قصهٔ ساعدی را به خوبی پیاده کند.
جدای از انتخاب درست و حساب شده بازیگران، تقوایی توانسته است به بهترین شکل فضای فاجعه را در خانواده‌ای ناهمگون که در راس آن یک سرهنگ به آخر خط رسیده و وا خورده قرار دارد به تصویر بکشد.
صحنه به‌یادماندنی سان دیدن سرهنگ از درختان و نرده‌های حاشیه دانشکده افسری، نشانگر شناخت درست تقوایی از زبان تصویر است.
شاید در واقع مهم‌ترین و اصلی‌ترین هنر سینما همین باشد، تصور خوب یک کارگردان از داستان و خوب به تصویر کشیدن آن. یکی از عواملی که باعث انتخاب این داستان از ساعدی شد علاقه تقوایی به شخصیت‌های درون‌گرا و پرداختن به کمپلکس‌های روانی افراد بود.

### صادق کرده
ظرافت و هنری که او در فضا سازی و شخصیت پردازی فیلم صادق کرده به خرج داده است نمایش هر دو طرز تلقی بدون سمت‌گیری یک سویه از دو شخصیت است که هر دو از یک حادثه واحد رنج می‌برند اما یکی با روحیهٔ عصیان گر جنایت را تنها نقطه آرامش خود می‌داند و دیگری با شخصیت جالب و جا افتاده خود و به لحاظ موقعیت شغلی اش نمی‌تواند همان روحیهٔ عصیانگر را داشته باشد و نتیجتاً با این واقعه به شکلی منطقی تر و البته محتاطانه تر برخورد می‌کند.

### نفرین
در نفرین نیز بحران روحی آدم‌ها هم عامل ایجاد جاذبه و دافعه میان آنهاست؛ وهم سبب‌ساز فاجعه.
زن که با شوهر بیمار و مالیخولیایی اش زندگی یکنواخت و کسالت باری دارد با آمدن کارگری جوان سعی می‌کند تا خلاء عاطفی اش را به وسیلهٔ او پر کند و شوهر زن با اقدامی جنون آمیز این آرامش موقت را از او می‌گیرد. تلاش موفق تقوایی و فیلمبردار خوبش، نعمت حقیقی، در انطباق فضای فیلم با خصوصیات فردی سه شخصیت اصلی فیلم تلاطمات روحی و عصیان‌های درونی شان، مهم‌ترین نکته مثبت فیلم به‌شمار می‌آید.

### دایی‌جان ناپلئون
یکی از اصلی‌ترین و ارزشمندترین نکات سریال دایی جان ناپلئون وجود شخصیت‌های جا افتاده و در ذهن ماندنی است. بخشی از این موفقیت به نوشتهٔ ایرج پزشکزاد مربوط است، ولی بخش دیگر آن به تبحر تقوایی در انتخاب درست و به جای بازیگران و تسلطش در تکامل بخشیدن به شخصیت‌های داستان در قالبی تصویری بازمی‌گردد.

### ناخدا خورشید
در ناخدا خورشید نیز که برداشتی آزاد از رمان 'داشتن و نداشتن' ارنست همینگوی است به واسطهٔ علاقه تقوایی به همینگوی و شخصیت‌های داستان‌هایش باعث شده که او با شناخت کامل از دو شخصیت اصلی داستان به آن‌ها هویت اقلیمی بدهد، بدون آنکه بر استحکام شخصیت‌های آن‌ها خدشه‌ای وارد شود.
البته تقوایی به لحاظ تعلق به محیط جنوب و آدم‌هایش، در اندازه‌هایی فراتر از هری مورگان به 'ناخدا خورشید' نزدیک شده و به او ابعادی اسطوره‌ای بخشیده و حتی برای تحقق این هدف، تعمداً از بخش پایانی داستان همینگوی صرف نظر کرده است.
او در کنار تأکید بر خشونت بدوی و مجذوب‌کننده ناخدا، به ویژگی‌های بکر و اصیل این آخرین بازماندهٔ سازش‌ناپذیر بندری پرت افتاده پرداخته است؛ و در قبال بها دادن افراطی به ناخدا با شخصیت پردازی سطحی همسرش رو برو هستیم. در صورتی که در کتاب همسر هری مورگان به نحو چشمگیر تری حضور دارد و گاهی همینگ وی بسیار به او نزدیک شده است.
علاوه بر این تقوایی تلاش بسیار داشته تا فضای محیط سنتی جنوب را به بیننده منتقل کند. به صحنه ورود مستر فرحان و نحوه رساندن او از داخل قایق به ساحل و همچنین صحنه عبور آخر مستر فرحان از طول مسیر اقامتش تا مکان استقرار لنج ناخدا، که ابتدا مکثی در کنار برکه آب می‌کند و پس از انعکاس تصویرش بر روی آب، به مسیر خودش ادامه می‌دهد و از کنار زنانی که لباس‌های شسته شده را با خشونت بر زمین می‌کوبد می‌گذرد. با این حس و حال فضا و ظرافت و ایجاز استادانه‌ای که در آن به کار رفته، به خوبی می‌توان سرنوشت بد فرجام مستر فرحان را حدس زد.

### ای ایران
در فیلم ای ایران فضاسازی و شخصیت‌پردازی از انسجام کافی برخوردار نیست، زیرا که دو شخصیت نسبت به بقیه بیشتر نمود دارند: گروهبان مکوندی و معلم سرود که شخصیت و خصوصیات فردی و اخلاقی و طرز تلقی شان کاملاً با یکدیگر تفاوت دارد. گروهبان مکوند، یک نظامی خشن و کم ظرفیت، جاه طلب و دیکتاتور منش است که تعصبی کور کورانه به سیستم حکومت سلطنتی دارد و به لحاظ همین ذهنیت منجمد و بسته اش با هر گونه حرکت و تحول مخالف است، ولی معلم سرود برخلاف وی فردی احساساتی و کما بیش آزاداندیش است.
با این دو شخصیت تا جایی که حضوری فردی و واقعی دارند می‌توان کنار آمد، اما وقتی که قرار می‌شود 'تقوایی' این دو شخصیت را به عنوان دو دیدگاه و نماینده دو قشر در کلیت خود معرفی کند و این دو جریان را در مقابل هم قرار بدهد و سپس جانی یکی را بگیرد قشر هنرمند و معلم سرود ضعف کار او نمایان می‌شود.
در چنین وضعی است که با آرمانگرایی رو بنایی و سطحی پایان فیلم رو به رو می‌شویم.
معلم سرود می‌شود پیشگام و پیشتاز، و دانش آموزان پشت سر این قافله‌سالار و پاسدار آزادی حرکت می‌کنند و سرود ای ایران را با کلام و پرداخت تازه‌ای می‌خوانند و با تکیه بر آهن بودنشان، می‌روند تا طرحی نو دراندازند. در این میان، تقوایی نگاه آرمان خواهانه اش را بیش از همه در مورد پسر نوجوان گروهبان مکوندی اعمال می‌کند و به دین وسیله بین او و پدرش دیواری بلند می‌کشد.
در اینجا باید به یک مورد مشترک که در تعدادی از فیلم‌های تقوایی شاهد بوده‌ایم اشاره کرد: افرادی که با ماسک کاغذی (پاکت کاغذی) چهره خود را می‌پوشانند. این تمهید ظریف در فیلم‌های 'رهایی'، 'ناخدا خورشید' و 'ای ایران' به کار گرفته شده، و با توجه به استمرارش می‌توان از آن به مثابه نوعی بیان تمثیلی غیرقابل توصیف یاد کرد که احتمالاً زمینه‌های آن از حضور تقوایی در جنوب و مشاهده عینی وضعیت رو به ویرانی آن ایجاد شده است

### مستندها
در فیلم‌های مستند تقوایی و حتی فیلم داستانی کوتاهش 'رهایی' نیز اهمیت فضا و محیط حس می‌شود. عمدتاً فیلم‌های مستند وی از اعتبار جامعه شناختی برخوردارند. با این حال، در فیلم‌های مستند اولیه او بیشتر وجه گزارشی کار و تأکید بر نمایش واقعیت مد نظر بوده، در صورتی که در فیلم‌های باد جن، اربعین، مشهد قالی حضور تقوایی و دخالت ظریف و اندیشمندانه اش در ماهیت واقعیتی که به تصویر درآورده کاملاً نمایان است.

## اخبار و نظرها
ناصر تقوایی که پس از ۱۲ سال فیلم کاغذ بی‌خط را ساخته بود در اختتامیه جشنواره فجر بیستم برنده جایزه ویژه هیئت داوران اعلام شد. با این حال او نه تنها در سالن نبود که جایزه را بگیرد بلکه بعداً هم آن را نپذیرفت. وی در نامهٔ انصرافش نوشت:
استدعا دارم از پذیرفتن تندیس بلورین سیمرغ اهدایی و همچنین حواله نوبت برای خرید پراید، بنده را معذور بدارید. با شرمندگی از یک به یک داوران عادلی که بهترین نیات خیرشان نصیب کار من شد، به اطلاع می‌رسانم که در جیب من نه برای خرید اتومبیل پول هست و نه در خانهٔ تنگ و کوچک من جای مناسبی برای نگهداری بهترین و بزرگ‌ترین جایزه‌ها، مخصوصاً اگر ویژه هم باشند.
تقوایی در مستندی که عارف محمدی از او ساخته، در انتقاد از سیاست‌های فرهنگی و نظارت و سانسور در جمهوری اسلامی ایران، گفته که در دوره پهلوی، مدیران هنری وقت، با اینکه از موضوع فیلم‌های مستند او دربارهٔ عاشورا و «باد جن» خوششان نمی‌آمد اما مانع فیلم ساختنش نشدند. او در این مستند می‌گوید که تیغ سانسور «کلا مانع فیلمسازی من شده است». او همچنین در مراسمی که برای تجلیل از آثارش در خانه هنرمندان در سال ۱۳۹۲ برپا شده بود، گفت: «در جو فرهنگی موجود، نمی‌توان کار خود را کرد.»
وی همچنین در مصاحبه‌ای با رادیو فردا دربارهٔ رویدادهای اخیر سیاسی و اجتماعی ایران، ازجمله سرنگونی پرواز ۷۵۲ توسط سپاه، ضمن تأیید واکنش‌های اعتراضی اظهار داشت که هنرمندان نمی‌توانند خود را از ماجراهای سیاسی کنار بکشند.
تقوایی یکی از صدها شخصیت هنری ایرانی و بین‌المللی بود که در دی ۱۴۰۱ با امضای بیانیه‌ای خواهان توقف اعدام معترضان جنبش زن، زندگی، آزادی شدند.